# Gastrancistrus rumicis
Gastrancistrus rumicis is een vliesvleugelig insect uit de familie Pteromalidae. De wetenschappelijke naam is voor het eerst geldig gepubliceerd in 1994 door Dzhanokmen.